# Ermita de Sant Jaume (la Granja d'Escarp)

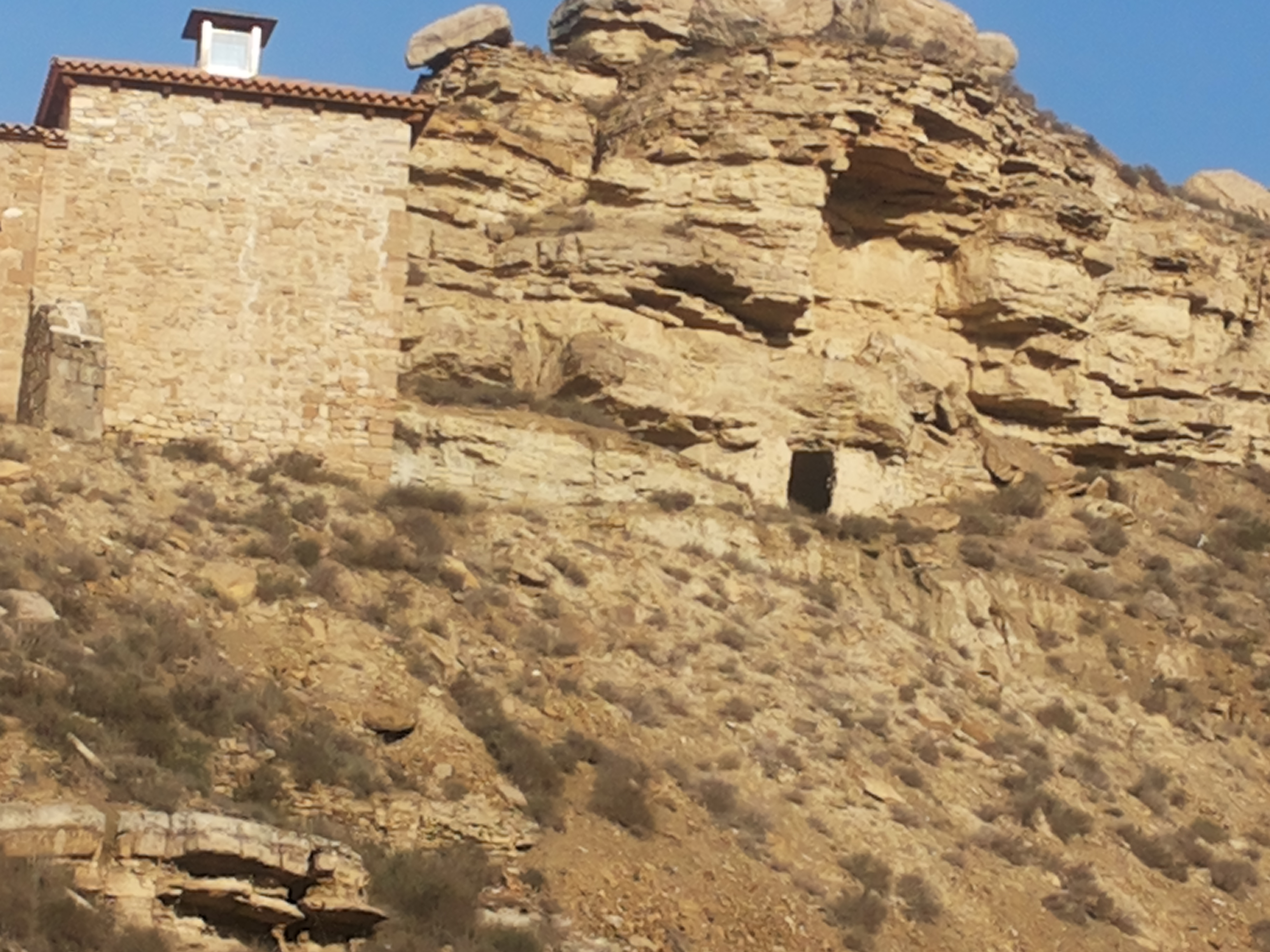
Ermita i cova de Sant Jaume

L'ermita Sant Jaume es troba al sud del municipi de la Granja d'Escarp (Segrià), de la qual dista uns 2 km per la carretera que porta a Mequinensa. Està situat en una de les primeres terrasses a la banda esquerra del riu Segre, a l'entrada del barranc que porta el mateix nom, poc abans d'unir-se el Segre-Cinca amb l'Ebre. Gaudeix de vistes cap a Ponent, però sobretot cap al nord on es pot apreciar la confluència del Segre i el Cinca.

## Entorn
Està caracteritzat per les grans afectacions antròpiques als marges i fons del barranc, tant per l'explotació agrícola com minera, tot i així es conserven restes de diferents jaciments arqueològics de l'Edat del Bronze amb pervivències en alguns casos fins a èpoques recents. Però la troballa arqueològica més espectacular és la balma amb pintures i gravats rupestres, situades una mica més endins del barranc en el mateix pendent dret que està l'ermita i que són Patrimoni de la humanitat des de 1998 amb tot el conjunt de pintures rupestres de l'arc mediterrani.
Als seus peus i a la vora de la zona de l'aiguabarreig creix un dels boscos de ribera més importants i madurs de Catalunya.

## Descripció
Sant Jaume és una ermita del municipi de la Granja d'Escarp (Segrià). Es tracta d'un edifici de planta rectangular amb dos cossos diferenciats. La zona més antiga és la corresponent a la nau, a la qual se li va afegir l'absis quadrat amb un contrafort atalussat. Les parets són de maçoneria arrebossada amb carreus ben treballats a les cantonades. A la façana hi ha una porta d'arc de mig punt, una finestra en forma d'espitllera i una finestra de doble esqueixada. Està rematada per un campanar de cadireta. Des del 2016 llueix nova coberta que es va instal·lar després de consolidar els murs perimetrals, els arcs torals i el que quedava de la cúpula interior sobre petxines que cobria el presbiteri. La nau està dividida en tres trams per pilastres que sostenen arcs de mig punt que ara com abans suporten l'entramat de bigues de fusta i la teulada de teula àrab. Els murs estan arrebossats per l'interior i el presbiteri està decorat amb pintures de Sant Antoni, Sant Andreu, la Sagrada Forma i una al·legoria de Sant Jaume el Major formada per una creu amb carabasses de pelegrí, una espasa i un barret. A una banda hi ha una sitja o cisterna de 3 m de fondària, de forma acampanada i base força ampla.

## Història
L'edifici es pot datar a finals del s. XVII si ens fixem en l'arquet barroc del campanar. En el s. XVIII es va fer l'ampliació de l'ermita afegint l'absis quadrat reforçat per un robust contrafort, allí on s'uneixen els dos cossos. El 1910 es restaurà tal com queda documentat en la inscripció que hi ha a l'interior. El 30 d'agost de 1936 sofreix la destrucció per voladura interior de bona part de la seva coberta. Al costat nord hi ha una sitja que podria ser d'època medieval. Allí a la vora hi ha una capella troglodítica, bastida aprofitant una balma, que podria ser anterior a la capella de Sant Jaume. Els murs són de maçoneria i hi ha una fornícula buidada a la pedra. Aquest indret es podria relacionar amb un camí de Sant Jaume que pugés per l'Ebre i el Segre fins a trobar el camí de Saragossa, desviant-se per la Granja d'Escarp i Massalcoreig.